# Климаш
Кли́маш (болг. Климаш) — село в Бургаській області Болгарії. Входить до складу общини Сунгурларе.

## Населення
За даними перепису населення 2011 року у селі проживали 326 осіб.
Національний склад населення села:
| Національність   | Кількість осіб | Відсоток |
| ---------------- | -------------- | -------- |
| турки            | 267            | 83,2 %   |
| болгари          | 53             | 16,5 %   |
| Всього відповіли | 321            |          |

Розподіл населення за віком у 2011 році:
Динаміка населення: